# اندیس کوه چهار گنبد (سنگ تزئینی)
کوه چهار گنبد (سنگ تزئینی) یک اندیس مصالح ساختمانی است که در حوالی شهر کجان استان اصفهان قرار دارد و مادهٔ معدنی موجود در آن، سنگ تزئینی است.  